# Smlouva z Nice
Smlouva z Nice (oficiální název Niceská smlouva) je smlouva pozměňující Smlouvu o Evropské unii a Římské smlouvy. Byla podepsána 26. února 2001 mezi členskými státy Evropské unie na zasedání Evropské rady ve francouzském Nice. Po ratifikaci ve všech členských zemích (například v Irsku se kvůli ní konalo opakované referendum) vstoupila v platnost 1. února 2003. Smlouva z Nice měla primárně institucionálně připravit Evropskou unii na rozšíření o 10 nových zemí a zabezpečit její fungování do budoucna.
Mezi hlavní změny patří změna hlasovacího mechanismu v Radě. Zavedením systému trojité většiny se v mnoha oblastech začalo hlasovat kvalifikovanou většinou namísto předchozího principu jednomyslnosti. Pro přijetí rozhodnutí byla nově vyžadována dohoda většiny členských států (nebo dvou třetin, pokud akt nebyl přijímán na návrh Evropské komise), z celkového počtu hlasů 321 muselo být pro návrh 232 (po posledním rozšíření v roce 2013 260 z celkem 352 hlasů) a dále může být na žádost členského státu ověřeno, zda kvalifikovaná většina tvoří alespoň 62 % obyvatel Unie. Mezi institucionální změny patří zejména změny v počtu komisařů Evropské komise a změna v proceduře jejich jmenování, nová úprava počtu poslanců Evropského parlamentu a reforma soudního systému Unie.